# 丹·席爾
丹尼·韋蘭·「丹」·席爾（英文：Danny Wayland "Dan" Seals，1948年2月8日—2009年3月25日），美國音樂家，他是席爾與克羅夫成員吉姆·席爾的弟弟，最初以藝名「英格蘭·丹」（England Dan）而聞名，這是軟搖滾二人組合英格蘭·丹與約翰·福特·寇利錄製了1976年至1980年間的9首流行音樂單曲，其中包括2號告示牌百強單曲榜的熱門單曲《今晚我真的很想見你》。
組合解散後，海豹突擊隊開始了鄉村音樂的個人事業。在整個1980年代至1990年代初期，他發行了16張錄音室專輯，並在鄉村排行榜上繪製了20多張單曲。他的11首單曲排名第一：《在蒙大拿州與我見面》（與瑪麗‧奧斯蒙）、《Bop》（流行歌曲也排名第42）、《所有閃閃發光的東西（不是黃金）》、《您仍然感動我》、《我會在那兒》、《三度失敗者》、《一個朋友》、《上癮的人》、《大輪子在月光下》、《到達時的愛情》和《美好時光》。在同一張榜單上，他的另外五首單曲也進入了前十名。

## 背景
丹·席爾的弟弟吉姆·席爾（席爾與克羅夫的後代）給了他童年的暱稱「英格蘭·丹」。 吉姆的想法也是將「英格蘭·丹」這個名稱併入英格蘭·丹與約翰·福特·寇利。暱稱是對以下事實的提及：小時候，丹專注於甲殼蟲樂隊，並短暫影響了英語的口音。

## 與約翰·福特·寇利的合作

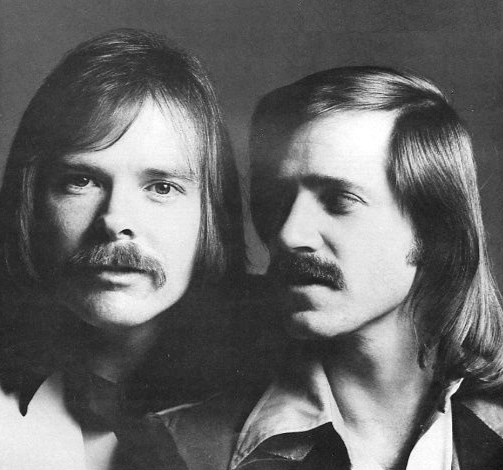
英格蘭·丹（左）與約翰·福特·寇利（右），1976年

丹與同伴W. W. Samuell High School的同學和長期朋友約翰·福特·寇利作為達拉斯流行/心理團體Southwest FOB（Free On Board的一部分來表演），其材料已通過Sundazed唱片重新發佈到CD上。作為英格蘭·丹與約翰·福特·寇利，海豹使用了他在童年時期獲得的暱稱，以因他對披頭四樂隊的熱愛而假定的一種受影響的英式英語口音。1970年，它們被A＆M唱片公司簽約。不過，由於缺少美國熱門歌曲，因此該合約兩年後被解除。席爾後來被召回
導致了一段嚴峻的財務挑戰，直到兩人簽約Big Tree Records並從1970年代中期開始連續六次進入美國前40首熱門歌曲的結尾，開頭是《今晚很高興見到您》，兩人的單曲銷量最高，在1976年達到了第二名，並成為他們唯一的黃金單曲。他們的其他熱門歌曲包括《夜夜無你》（1976-77年排名第10）、《它的悲傷屬於》（1977年第21名）、《過火》（1977年第23名）、《我們再也不必說再見了》（1978年第9名），以及他們的前40首熱門歌曲－《愛就是答案》（1979年5月第10名）。經過推出七次LP，他們決定在1980年解散，而席爾在1980年與Atlantic Records簽約，重新塑造了自己的鄉村流行歌手。

## 個人歌唱事業
1983年，席爾簽到國會唱片時，他移居到納什維爾，開始以丹·席爾的身份進行唱片錄製。最初，他很掙扎，但在鄉村音樂開始減弱其鄉村風格的時候，他的聲音和感性的態度適合納什維爾。海豹的獨奏事業開始轉向單曲《God Must Be a Cowboy》，這是他1983年專輯《Rebel Heart》的第四張也是最後一張單曲。這首歌在Billboard Country Singles榜單上排名第10位，成為連續16個前十名和1990年的第一首單曲中的第一首。1985年與瑪麗‧奧斯蒙的二重唱，《蒙大拿州與我相遇》，排名第一，海豹突擊隊緊隨其後，排名八位。隨後出現了更多熱門歌曲，包括1990年他的第11個國家/地區第一張專輯《Sam Cooke's》－《Good Times》的封面。基本上在1980年代，隨著加斯·布鲁克斯的渦輪增壓國歌的到來，鄉村音樂在1990年代也是如此。海豹為他的家人和宗教Baháʼí Faith投入了更多時間，儘管他繼續錄製和巡迴演出。他在1992年的Baháʼí World Congress上演出。

## 後期的專輯、職業和逝世
儘管丹·席爾在1990年代餘下的時間裡是巡迴演出的藝術家，但在過去的十年中，他的確發行了一些較小唱片公司的專輯，例如1994年的《Fired Up》。他為華納兄弟製作的最後一張專輯。他與Intersound簽約，並於1995年發行了《在安靜的房間裡》，其中包括他早期專輯的原聲版本。然後，他轉而使用TDC，並於1998年發行了《在安靜的房間II》，隨後於2002年發行了《使之回家》。
在2000年代初期，丹與兄弟吉姆（席爾和克羅夫的成名人物）進行了各種巡迴演出，將自己稱為席爾和席爾（Seals & Seals），並在席爾與克羅夫和英格蘭·丹與約翰·福特·寇利的成功演出中獨唱生涯，以及兩兄弟之間寫的幾首原創歌曲。幾場演出的特色是吉姆的兒子約書亞（Joshua）使用低音吉他和伴奏，薩瑟蘭（Sutherland）使用電吉他，原始錄音的狀態則未知詳情。
在2008年，席爾在納什維爾的范德比爾特大學醫學中心和醫學博士學位上完成了套細胞淋巴瘤的放射治療。他進入了休斯敦的安德森癌症中心，並在馬里蘭州的美國國立衛生研究院（NIH）接受了乾細胞移植。海豹突擊隊於2009年3月25日在其女兒在納什維爾的家中去世，享年61歲。  
在席爾去世之前，他與吉伊絲·紐頓錄製了兩首二重唱，用於她2010年發行的專輯《Duets: Friends＆Memories》，涵蓋了Heart樂隊1986年的熱門單曲《這些夢想》、哈羅德·梅爾文1972年的《粉碎》和《如果您現在不認識我》。
席爾去世四年後，肯尼·羅傑斯錄製了席爾的作品《現在要輕鬆了》。這首歌在羅傑斯的專輯《你不能交老朋友》中作為收尾號碼。